# Azida de chumbo
A azida de chumbo (ou azida de chumbo (II)), é um composto químico de fórmula Pb(N3)2. É um dos explosivos primários mais utilizados para confeccionar detonadores, sejam eles elétricos ou acionados por estopins hidráulicos (pavios). Em sua forma pura é um sólido branco em forma de cristais, muito sensível ao atrito, mas menos sensível que o fulminato de mercúrio, e gera maior impacto que mesmo. Os detonadores feitos com azida são usados para detonar explosivos de baixa sensibilidade como o TNT, o ANFO e o ácido pícrico.